# HM Prison Holloway
La HM Prison Holloway era una prigione di massima sicurezza per donne adulte e giovani delinquenti a Holloway, Londra, Inghilterra, gestita dal Servizio Carcerario di Sua Maestà. È stata la più grande prigione femminile dell'Europa occidentale, fino alla sua chiusura nel 2016.

## Storia

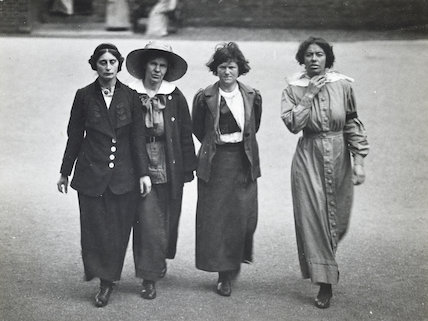
La polizia britannica iniziò a utilizzare fotografie nascoste come mezzo per documentare le suffragette nella prigione di Holloway sotto nomi falsificati, per una successiva identificazione

La prigione di Holloway fu aperta nel 1852 come prigione mista, ma a causa della crescente domanda di spazio per le detenute, in particolare a causa della chiusura di Newgate, divenne solo femminile nel 1903.
Prima della prima guerra mondiale Holloway veniva utilizzata per imprigionare le suffragette che infrangevano la legge. Tra queste Emmeline Pankhurst, Emily Davison, Constance Markievicz, imprigionata anche per aver preso alla rivolta irlandese, Charlotte Despard, Mary Richardson, Dora Montefiore, Hanna Sheehy-Skeffington ed Ethel Smyth.
Nel 1959 Joanna Kelley divenne governatrice di Holloway. La Kelley si assicurò che le prigioniere a lungo termine ricevessero la migliore sistemazione e che potessero avere le proprie stoviglie, quadri e tende. La prigione creò gruppi "familiari" di prigionieri, terapie di gruppo e psichiatri per sostenere alcune prigioniere ove necessario.
Nel 1965, ci fu un cambiamento di responsabilità e il Servizio di libertà vigilata ebbe il compito di occuparsi delle prigioniere una volta scontata la pena. La Kelley non era entusiasta dell'idea. Con l'incoraggiamento della Kelley, la Holloway Discharged Prisoners' Aide Society fu riformata nella Griffins Society; il nome deriva dalle statue di due grifoni che erano state su entrambi i lati dei cancelli d'ingresso di Holloway. La Griffins Society ha fornito più servizi rispetto alla versione precedente, inclusi alloggi per i prigionieri dimessi, un punto d'incontro per le madri detenute e i loro figli, un gruppo di psicoterapia e un bar. Nel 1994 la Società offrì cinque ostelli per donne dimesse, ospitando fino a 65 donne e consentendo una grande indipendenza alle ex prigioniere che cercavano di rifarsi una vita dopo il rilascio.
Fino al 1991, il personale della prigione era costituito da ufficiali penitenziari donne nominati dal Ministero degli Interni. Gli ufficiali ospedalieri maschi di Pentonville furono distaccati settimanalmente fino al 1976. La loro missione era quella di fornire supporto alle infermiere dell'agenzia che lavoravano a Holloway. Il primo ufficiale carcerario di grado 'maschio, di grado base' ad essere assegnato all'HMP Holloway nella sua storia di solo detenute femminili, fu l'ufficiale penitenziario (Trg) Thomas Ainsworth, che si unì all'istituto direttamente dall'HMP College Wakefield nel maggio 1991.
Dopo la morte per suicidio nel gennaio 2016 della detenuta Sarah Reed, una  schizofrenia paranoide tenuta in custodia cautelare, la successiva inchiesta nel luglio 2017 ha identificato carenze nel sistema di assistenza. Poco dopo la morte della Reed, un rapporto concluse che non era idonea a difendersi in un processo.

### La ricostruzione
La governatrice di Holloway, Joanna Kelley, fu promossa a vicedirettore delle carceri (donne) nel 1966. Nel 1967 iniziarono a ricostruire la prigione di Holloway. Il progetto precedente era stato un progetto "a stella" in cui un singolo guardiano poteva supervisionare molti prigionieri potenzialmente problematici e quindi agire prontamente per chiedere assistenza. La Kelley riteneva che ciò fosse sbagliato poiché all'epoca la maggior parte delle donne prigioniere non erano violente. Furono le sue idee che hanno ispirato la prigione ridisegnata sulla base della sua esperienza come governatrice. fu completata nel 1977. Durante quel periodo lei era diventata una OBE nel 1973. Il nuovo progetto consentiva gruppi "familiari" di sedici prigionieri. Le sue idee erano nella progettazione degli edifici, ma le non furono mai messe in atto.

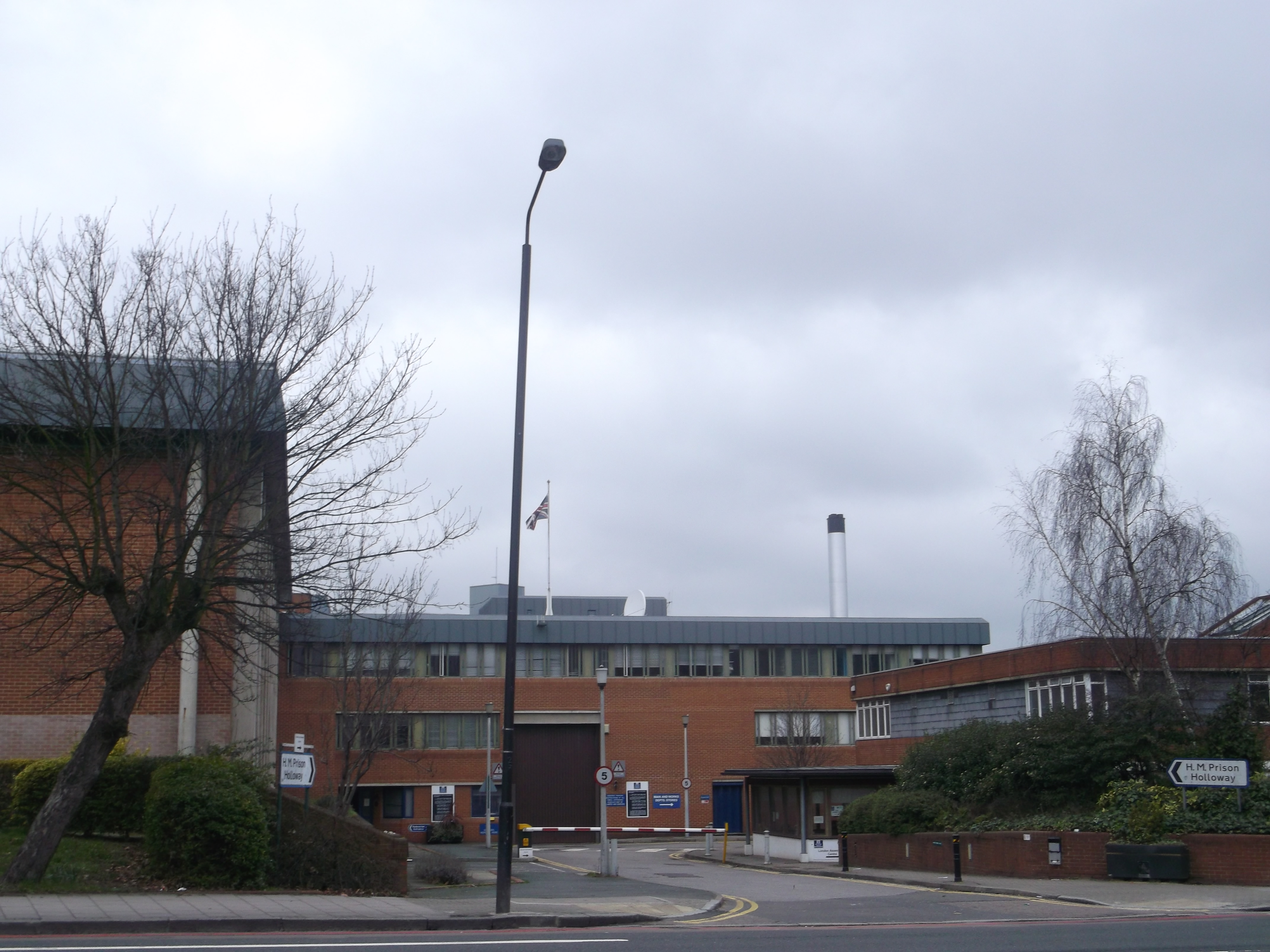
Esterno della prigione nel 2013

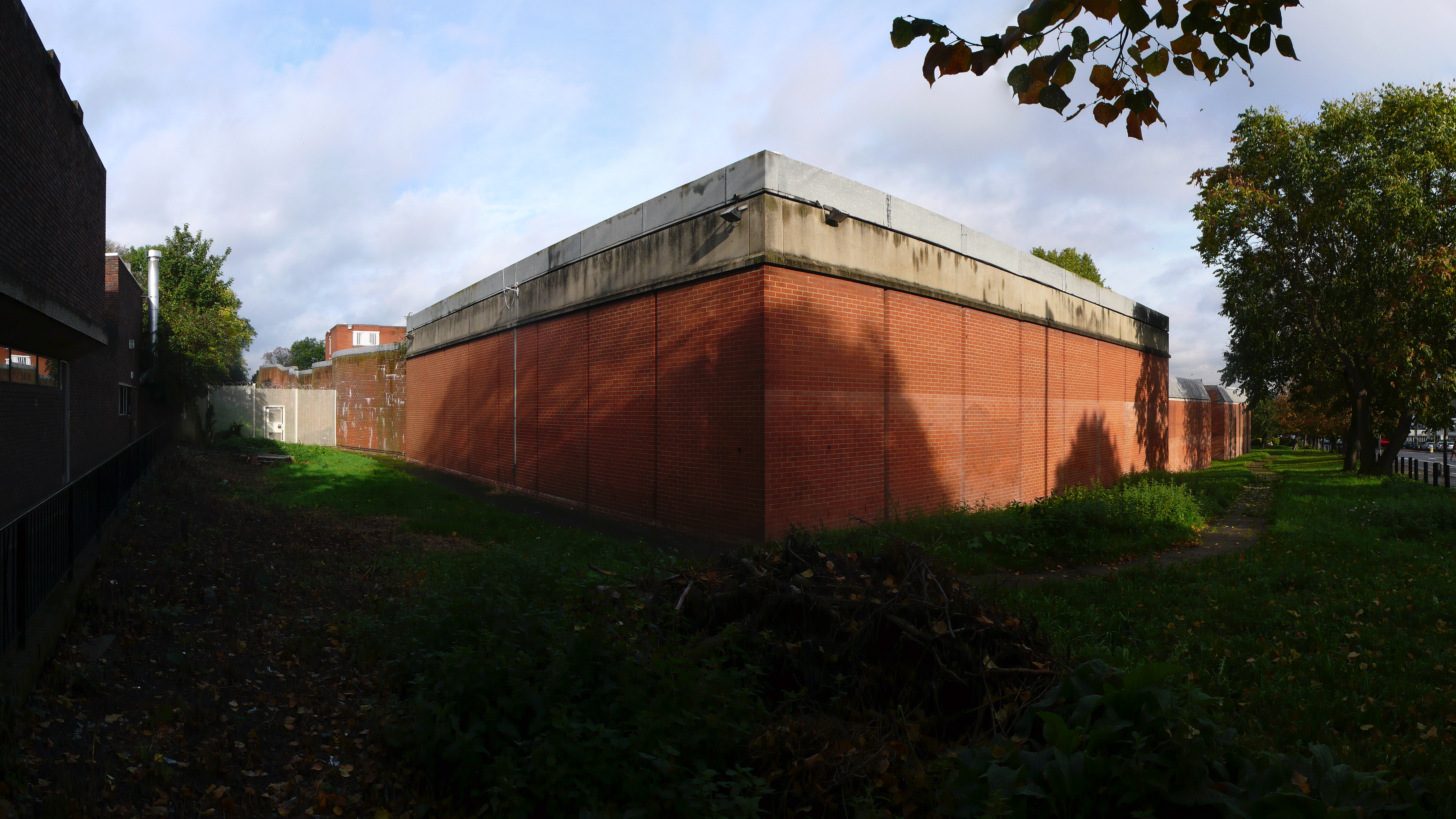
Prigione di Holloway, Parkhurst Road

La riqualificazione portò alla perdita del "grande portale turrito" di accesso al carcere, che era stato costruito nel 1851; il critico architettonico Gavin Stamp in seguito rimpianse la perdita e disse che il clima di opinione all'epoca era tale che la Victorian Society si sentiva incapace di obiettare.

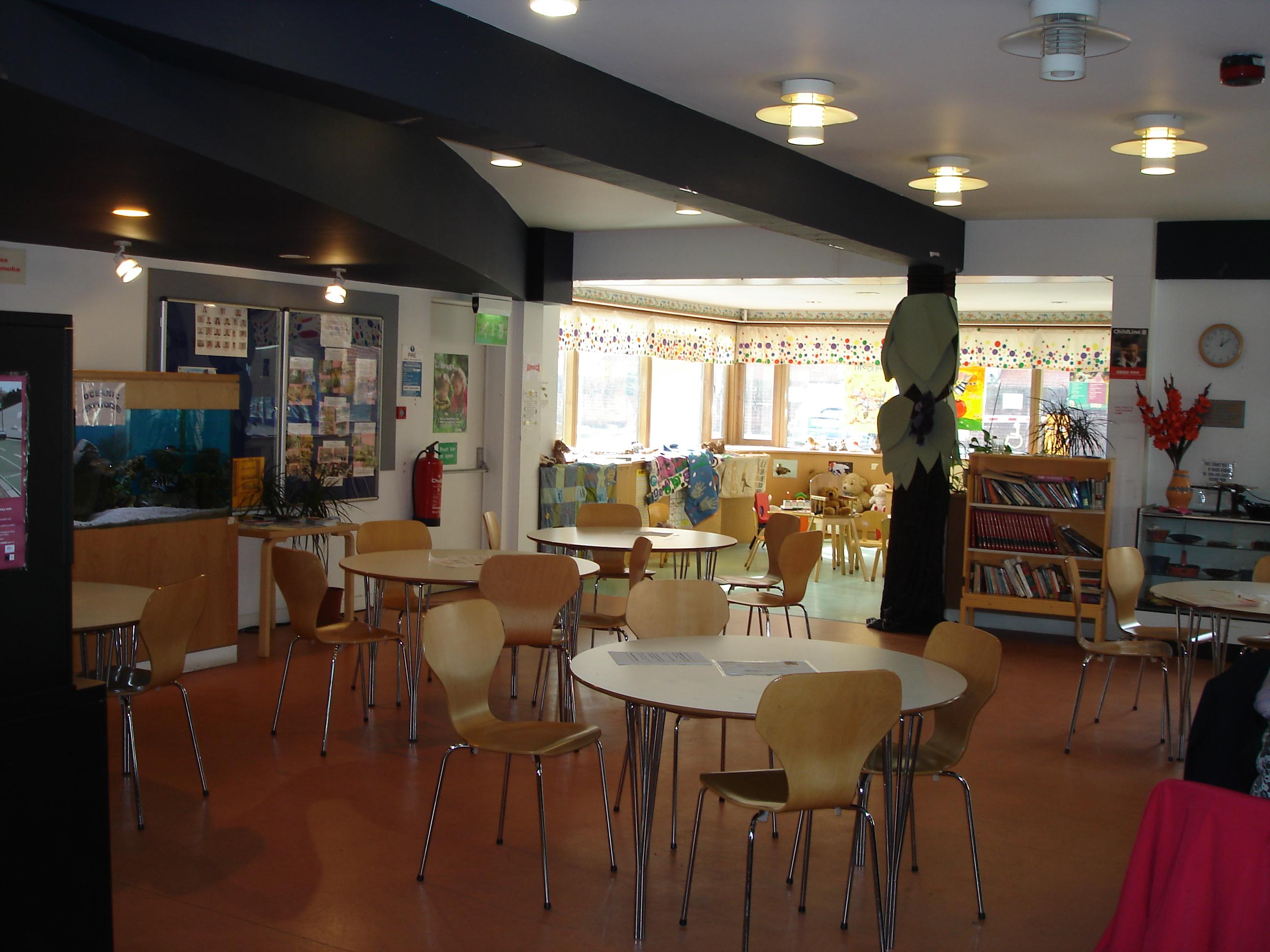
Centro visitatori di Holloway

### Impiego
La prigione di Holloway ha detenuto donne adulte e giovani delinquenti in custodia cautelare o condannati dai tribunali locali. La sistemazione nella prigione era per lo più in celle singole; c'era anche tuttavia qualche alloggio dormitorio.
La prigione offriva istruzione sia a tempo pieno che part-time ai detenuti, con corsi che includevano seminari di formazione professionale, British Industrial Cleaning Science (BICS), giardinaggio e pittura.
C'era un centro visitatori per famiglie, gestito dal Prison Advice and Care Trust (patto), un ente di beneficenza indipendente.

### Chiusura
L'allora Cancelliere dello Scacchiere, George Osborne, annunciò nella sua dichiarazione d'autunno del 25 novembre 2015 che la prigione sarebbe stata chiusa e demolita e il terreno venduto per l'edilizia abitativa. Ha chiuso nel luglio 2016, con i restanti prigionieri trasferiti all'HMP Downview e all'HMP Bronzefield, entrambi nel Surrey.
A settembre 2017 gli edifici della prigione sono ancora in piedi, con progetti di proposte per il sito che includono alloggi, uno spazio verde pubblico aperto, un parco giochi, un centro femminile e una piccola quantità di spazio commerciale.

## Detenuti di rilievo

### Suffragette
Per decenni, gli attivisti britannici avevano sostenuto suffragio femminile. Fu solo quando un certo numero di suffragisti, disperando di poter cambiare con mezzi pacifici, decisero di dedicarsi alla protesta militante che nacque la "suffragetta". Queste donne infransero la legge per perseguire i loro scopi e molte furono imprigionate a Holloway per la loro attività criminale. Non furono trattate come prigionieri politici, le autorità sostennero che furono imprigionate per i loro atti di vandalismo, non per le loro opinioni. In segno di protesta, alcune iniziarono lo sciopero della fame e furono alimentate forzatamente, quindi Holloway ha un grande ruolo simbolico nella storia dei diritti delle donne nel Regno Unito per coloro che simpatizzano con il movimento.
Tra le suffragette imprigionate qui figurano: Emmeline Pankhurst, Emily Davison, Violet Mary Doudney, Katie Edith Gliddon, Isabella Potbury, Evaline Hilda Burkitt, Georgina Fanny Cheffins, Constance Bryer, Florence Tunks, Janie Terrero, Doreen Allen, Bertha Ryland, Katharine Gatty, Charlotte Despard, Janet Boyd, Genie Sheppard, Mary Ann Aldham, Mary Richardson, Muriel e Arabella Scott, Alice Maud Shipley, Katherine Douglas Smith, Dora Montefiore, Christabel Pankhurst, Hanna Sheehy-Skeffington, Emily Townsend, Leonora Tyson, Miriam Pratt, Ethel Smyth e l’americana Alice Paul. Le detenute in seguito hanno ricevuto lo Spilla Holloway. Nel 1912 l'inno delle suffragette “La marcia delle donne”, composto da Ethel Smyth con testi di Cicely Hamilton fu eseguito qui.

### Repubblicani irlandesi
Holloway ha detenuto tre persone importanti strettamente associate alla Rivolta di Pasqua del 1916: Maud Gonne, Kathleen Clarke e Constance Markiewicz.

### Fascisti
Holloway detenne Diana Mitford sotto il Regolamento Difesa 18B durante la seconda guerra mondiale e dopo un intervento personale del primo ministro Winston Churchill, suo marito Sir Oswald Mosley fu trasferito lì. La coppia viveva insieme in un cottage nel cortile della prigione. Furono rilasciati nel 1943.
Norah Elam ebbe la particolarità di essere detenuta durante le due guerre mondiali, tre volte nel 1914 come prigioniera suffragetta con il nome di Dacre Fox, poi come detenuta ai sensi del Regolamento 18B nel 1940, quando faceva parte del circolo sociale che si riuniva intorno ai Moseley durante il loro periodo di internamento. In seguito, dopo il suo rilascio, la Elam ebbe l'ulteriore distinzione di essere l'unico ex membro dell'Unione Britannica dei Fascisti ad aver ricevuto una visita da Oswald Mosley durante il suo periodo di detenzione. Fridel Meyer non era una fascista, ma fu comunque trattenuta a Holloway nel 1939 ai sensi del regolamento sulla difesa 18B perché tedesca. Fu rilasciata dopo sei mesi a seguito di un intervento da parte del barrister Norman Birkett.

### Esecuzioni
Tra il 1903 e il 1955, a Holloway si sono svolte cinque esecuzioni giudiziarie per impiccagione:

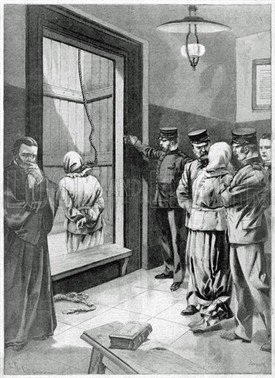
La doppia esecuzione di Sach e Walters nella prigione di Holloway

- Amelia Sach e Annie Walters (3 febbraio 1903)
- Edith Thompson (9 gennaio 1923)
- Styllou Christofi (13 dicembre 1954)
- Ruth Ellis (13 luglio 1955; ultima donna ad essere giustiziata nel Regno Unito)

I corpi di tutti i prigionieri giustiziati furono sepolti in tombe anonime all'interno delle mura della prigione, come era consuetudine. Nel 1971 la prigione subì un ampio programma di ricostruzione, durante il quale furono riesumati i resti di tutte le donne giustiziate. Ad eccezione di Ruth Ellis (che fu sepolta nel cimitero della St Mary’s Church, Old Amersham), i resti delle altre quattro donne furono successivamente sepolti in un'unica tomba al Brookwood Cemetery vicino a Woking, Surrey. Nel 2018 i resti di Edith Thompson furono sepolti nella tomba dei suoi genitori nel cimitero della City di Londra.

### Altri detenuti
Tra i detenuti degni di nota che furono rinchiusi nella prigione originale del 1852 figurano Oscar Wilde, William Thomas Stead, Isabella Glyn, F. Digby Hardy, Kitty Byron, Lady Ida Sitwel, moglie di Sir George Sitwell e Kate Meyrick, la 'Regina del Night Club'. Nel 1960 la rapinatrice Zoe Progl fu la prima donna a fuggire oltre il muro della prigione.
Più recentemente, nel 1966, ha ospitato Myra Hindley, l'assassina dei Moors; nel 1967, Kim Newell, una donna gallese coinvolta nel Red Mini Murder; sempre alla fine degli anni '60, la sostenitrice nazionalsocialista Françoise Dior, accusata di incendio doloso contro le sinagoghe; nel 1977 l'americana Joyce McKinney del "caso Manacled Mormon"; tra il 1991 e il 1993, Michelle e Lisa Taylor, le sorelle condannate per l'omicidio di Alison Shaughnessy prima di essere rilasciate in appello un anno dopo; Sheila Bowler, l'insegnante di musica ingiustamente incarcerata per l'omicidio della sua anziana zia, è stata detenuta lì prima di essere trasferita a Bullwood Hall e nel 2002, Maxine Carr, che fornì un falso alibi per l'assassino di Soham Ian Huntley. Nel 2000, si sapeva anche che Dena Thompson era stata imprigionata a Holloway per tentato omicidio, prima di essere condannata per aver ucciso un'altra vittima. Anche Sharon Carr, la più giovane assassina britannica che uccise a soli 12 anni, trascorse del tempo a Holloway.
Altre detenute sono Linda Calvey, Chantal McCorkle ed Emma Humphreys.
Nel 2014 il giudice e avvocato caduto in disgrazia Constance Briscoe iniziò una condanna di 16 mesi in prigione.

## Ispezioni, indagini e relazioni
Nell'ottobre 1999 fu annunciato che l'attivista per l'assistenza sanitaria e la rubrica di consigli della giornalista Claire Rayner erano state chiamate per suggerire un miglioramento dell'assistenza sanitaria nella prigione di Holloway. La nomina della Rayner fu annunciata dopo l'introduzione di misure di emergenza presso l'unità sanitaria della prigione dopo vari insuccessi.
Nel settembre 2001 un rapporto di ispezione dell'ispettore capo delle carceri di Sua Maestà affermò che la prigione di Holloway stava fallendo con molti dei suoi detenuti, principalmente a causa delle pressioni finanziarie. Tuttavia, il rapporto affermava che la prigione era migliorata in un certo numero di aree ed elogiava il personale che lavorava nella prigione.
Nel marzo 2002 i dirigenti di Holloway furono trasferiti in altre prigioni a seguito di un'inchiesta del Servizio penitenziario. L'inchiesta ha fatto seguito ad una serie di denunce da parte del personale carcerario riguardanti molestie sessuali, bullismo e intimidazioni da parte dei dirigenti. L'inchiesta confermò alcune di queste affermazioni.
Un rapporto di ispezione del giugno 2003 affermava che le condizioni erano migliorate nella prigione di Holloway. Tuttavia il rapporto criticava i livelli di igiene nel carcere, così come la mancanza di personale qualificato e la scarsa sicurezza per i detenuti. Un ulteriore rapporto di ispezione nel settembre 2008 ha nuovamente criticato i livelli di sicurezza per i detenuti di Holloway, affermando che bullismo e furti erano diffusi nella prigione. Il rapporto ha anche rilevato alti livelli di autolesionismo e cattiva salute mentale tra i detenuti.
Un'ulteriore ispezione nel 2010 ha nuovamente rilevato miglioramenti, ma ha riscontrato che la maggior parte dei prigionieri ha affermato di non sentirsi sicura e che rimanevano 35 episodi di autolesionismo alla settimana. La capacità operativa della prigione è di 501 detenuti.

### Il caso Sarah Reed
L'11 gennaio 2016 Sarah Reed, una detenuta di Holloway, fu trovata morta nella sua cella. Il personale penitenziario disse alla sua famiglia che si era strangolata mentre giaceva sul letto. Per The Observer, Yvonne Roberts scrisse: "Gli ultimi giorni di Sarah sono stati strazianti. Aveva le allucinazioni, cantilenava, senza le medicine su cui aveva fatto affidamento per anni, insonne, si lamentava che un demone la svegliava di notte con un pugno. Seguiva un regime di base, punizione per quello che veniva classificato come cattivo comportamento. Nonostante la sua fragilità mentale e fisica, è stata isolata, con il portello della cella chiuso, senza acqua calda, riscaldamento e una cella adeguatamente pulita. 'Per la sicurezza e l'incolumità', una squadra di quattro agenti carcerari di 'isolamento' ha fornito assistenza di base". Le osservazioni della Reed erano state tagliate a solo un'ora anche se era ovviamente gravemente psicotica, aveva minacciato il suicidio e si era autolesionata. Un agente di prigione disse alla madre della Reed, "Noi ci occupiamo di moderazione e di mantenimento della legge. Non siamo preparati per affrontare problemi di salute".
La giuria alla sua inchiesta decise che Reed si tolse la vita quando l'equilibrio della sua mente fu disturbato, ma non era chiaro se avesse intenzione di uccidersi. Hanno detto che la mancata gestione dei suoi farmaci e l'incapacità di completare l'idoneità a sostenere la valutazione in un tempo ragionevole sono stati fattori nella sua morte. La giuria era anche preoccupata per il modo in cui la Reed veniva monitorata e sosteneva che avesse ricevuto un trattamento inadeguato in prigione per la sua angoscia.
Deborah Coles di Inquest ha dichiarato: "Sarah Reed era una donna tormentata, imprigionata per due accertamenti medici che confermassero ciò che era clamorosamente chiaro, che aveva bisogno di cure specialistiche e non del carcere. La sua morte è stata il risultato del fallimento di più agenzie nel proteggere una donna in crisi. Invece di fornirle un sostegno adeguato, la prigione ha trattato la sua cattiva salute mentale come una questione di disciplina, controllo e contenimento".

## Nella cultura popolare

### Film
- Il film del 1953 "Appuntamento col destino" presentava la prigione di Holloway.
- Uno dei personaggi del film di fantascienza/horror canadese del 1997 Cube prende il nome dalla prigione di Holloway.

### Letteratura
- Nel romanzo del 1994 di Elizabeth George Un pugno di cenere, ci si aspetta che un personaggio venga inviato a Holloway se condannato.[45]
- Nel romanzo di Dorothy L. Sayers Veleno mortale, Harriet Vane è detenuta nella prigione HM Holloway durante il processo.[46]
- Nel romanzo del 1994 di Natalie Scott Rare Birds: Voices of Holloway Prison, viene reinventata la storia ricca e avvincente della prigione di Holloway attraverso le voci dei prigionieri.[47]

### Musica
- Belle and Sebastian's "The Boy with the Arab Strap" trae ispirazione da un passaggio davanti alla prigione per la prima strofa.
- La band Bush ha scritto una canzone sul carcere chiamata "Personal Holloway", sul suo album Razorblade Suitcase.
- "Holloway Jail" dei The Kinks appare su Muswell Hillbillies'.[48]
- La canzone dei Marillion "Holloway Girl" contenuta nel loro album Seasons End.
- I Million Dead hanno "Holloway Prison Blues" nel loro album Harmony No Harmony.
- Nell'album Training day di Potter Payper del 2013, viene menzionato che sua madre frequentava la prigione di Holloway nella canzone 'Purple Rain'. "Hanno detto che mia mamma era andata in vacanza, ho scoperto che mia mamma era a Holloway".

### Televisione
- Nell'episodio della serie Rumpole Of The Bailey nella Thames Television "Rumpole and the Alternative Society", la ragazza che Rumpole stava difendendo (fino a quando non ha ammesso la sua colpevolezza) è stata condannata a tre anni di reclusione che ha scontato nella prigione di HM Holloway.
- Nella serie televisiva Upstairs, Downstairs, l'episodio della seconda stagione "A Special Mischief" vede Elizabeth Bellamy che si unisce a una banda di suffragette che una notte escono vandalizzando case ricche. Rose, la cameriera, li segue; vengono arrestati dalla polizia. Si pensa erroneamente che Rose sia una suffragetta e viene rinchiusa in una prigione femminile, e Holloway è molto implicito. Ad Elizabeth viene risparmiata la prigione poiché la sua cauzione viene pagata da Julius Karekin, uno degli uomini ricchi presi di mira. Elizabeth e Karekin fanno uscire Rose di prigione su cauzione.[49]

Caitlin Davies ha scritto Bad Girls (pubblicato da John Murray), una storia della prigione di Holloway. Il carcere è stato chiuso nel luglio 2016; il sito è in fase di riqualificazione per ospitare alloggi e un edificio per le donne come progetto di giustizia trasformativa. Davies è stato l'unico giornalista a cui è stato concesso l'accesso alla prigione e ai suoi archivi.